# 福岡教育大学
福岡教育大学（ふくおかきょういくだいがく、英語: University of Teacher Education Fukuoka）は、福岡県宗像市赤間文教町1-1に本部を置く日本の国立大学。1949年創立、1949年大学設置。大学の略称は福教大（ふっきょうだい）。

## 概観

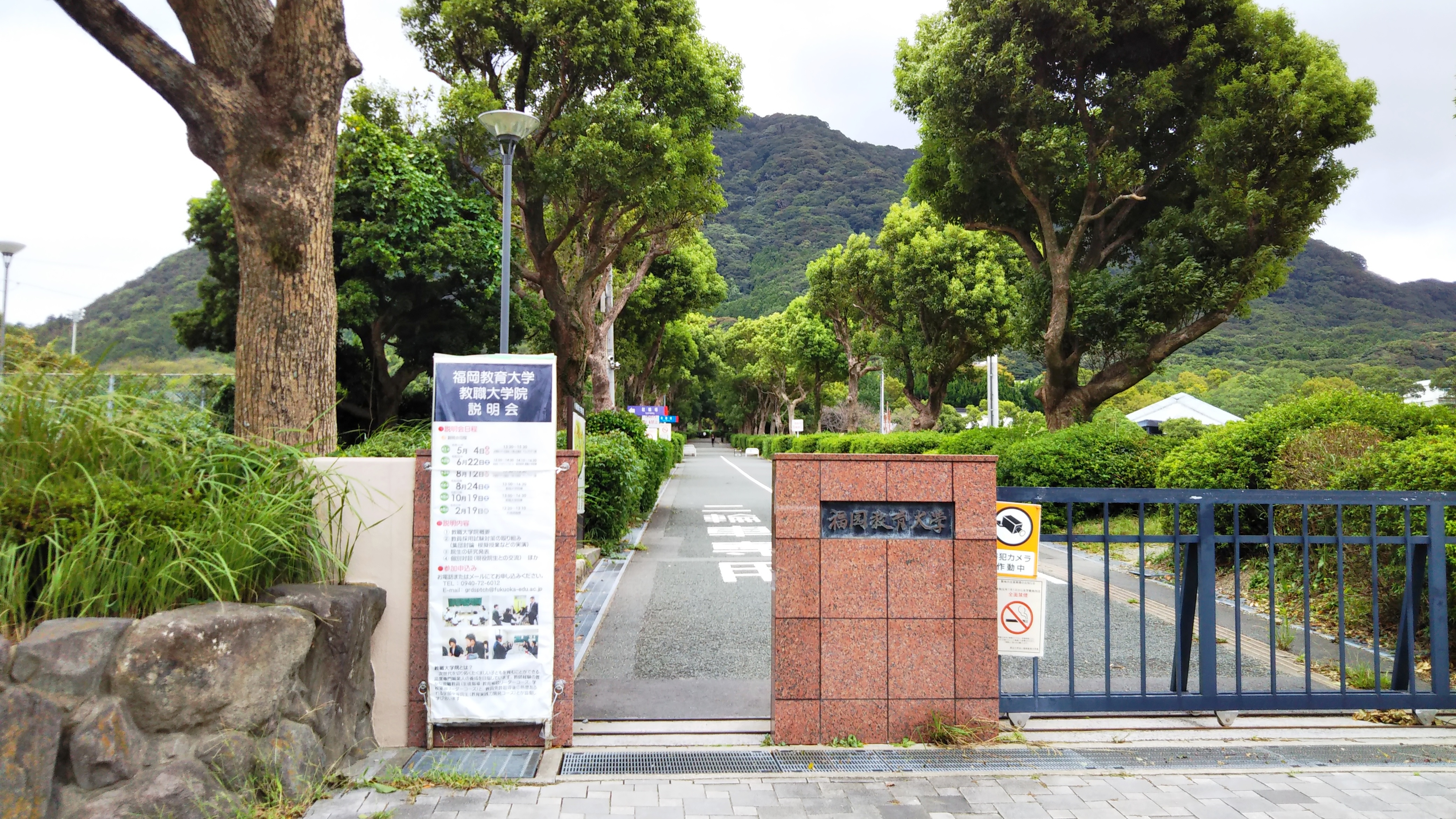
西門

日本の多くの教育系大学と同じように、特別支援教育教員養成課程（旧：障害児教育教員養成課程）がある。また、特別支援教育系の専攻科（特別支援教育特別専攻科）と別科（言語障害教育教員養成課程）がある。
初等教育教員養成課程は、小学校教員の養成に特化している。初等教育教員養成課程では、プログラムに応じた教員免許が取得できる。中等教育教員養成課程では、中学校教員免許（一種）、高校教員免許の取得が可能。
大学院には教育学研究科が設置されており、教職実践専攻（教職大学院）と、北海道教育大学・大阪教育大学との共同で設置される共同学校教育学専攻（博士後期課程）がある。
放送大学学園と単位互換協定を結んでおり、放送大学で取得した単位を卒業に要する単位として認定することができる。

## 沿革

### 年表
- 1949年（昭和24年）
  - 5月31日 - 国立学校設置法により、福岡第一師範学校・福岡第二師範学校・福岡青年師範学校の3校を母体として、新制「福岡学芸大学」が発足。
    - 学芸学部小学校教員養成課程・中学校教員養成課程を設置。
    - 上記の師範学校3校を包括し、校名に「福岡学芸大学」を冠して[注 1]在校生が卒業するまでの間存続する。
      - 福岡第一師範学校（旧男子部）に福岡分校を設置。
      - 福岡第二師範学校（旧男子部）に小倉分校を設置。
      - 福岡第一師範学校（旧女子部）に久留米分校を設置。
      - 福岡青年師範学校に久留米分校分教場を設置。
      - 福岡第二師範学校（旧女子部）に田川分校を設置。

  - 6月 - 大学事務局を福岡分校内に設置。
- 1950年（昭和25年）6月 - 久留米分校分教場が久留米分校内に移転。
- 1951年（昭和26年）
  - 3月31日 - 旧師範学校3校を廃止。
  - 4月 - 本学本部・本校を旧制筑紫中学校跡地の福岡市塩原226番地（その後旧九州芸術工科大学→現 九州大学大橋地区）に移転。
- 1962年（昭和37年）4月1日 - 特別教科教員養成課程（書道）を設置。
- 1965年（昭和40年）4月1日 - 特別教科教員養成課程（数学・理科）、聾学校教員養成課程を設置。
- 1966年（昭和41年）
  - 4月1日 - 「福岡教育大学」（現在名）に改称。学部名も教育学部に改称し、教員養成を中心とする大学から教育を総合的に研究する大学へ移行。
    - 本部を宗像郡宗像町赤間729番地（現在地）に移転。
    - 養護学校教員養成課程、幼稚園教員養成課程を設置。

  - 11月1日 - 分散していた校舎を集約し、全て宗像本校に移転・統合[注 2]。
- 1967年（昭和42年）3月 - 各分校が廃止される。
- 1969年（昭和44年）4月1日 - 肢体不自由児教育教員養成課程を設置。
- 1983年（昭和58年）4月1日 - 大学院教育学研究科（学校教育専攻、障害児教育専攻、音楽教育専攻、保健体育専攻、家政教育専攻）を設置。
- 1984年（昭和59年）4月1日 - 大学院教育学研究科（数学教育専攻）を設置。
- 1986年（昭和61年）4月1日 - 大学院教育学研究科（理科教育専攻、美術教育専攻）を設置。
- 1990年（平成2年）4月1日 - 大学院教育学研究科（国語教育専攻・英語教育専攻）を設置。聾学校教員養成・養護学校教員養成・肢体不自由児教育教員養成の3課程を廃止し、障害児教育教員養成課程に統合・改組。
- 1991年（平成3年）4月1日 - 教員免許の取得を卒業要件としない（ゼロ免課程）総合文化科学課程を設置。
- 1992年（平成4年）4月1日 - 大学院教育学研究科（技術科教育専攻）を設置。
- 1996年（平成8年）4月1日 - 大学院教育学研究科（社会科教育専攻）を設置
- 1999年（平成11年）4月1日 - 課程の大幅改組を実施。
  - 教員養成系の課程を従来の5課程[注 3]から「初等教育教員養成課程」・「中等教育教員養成課程」・「障害児教育教員養成課程」の3課程に改組。
  - 生涯学習系の総合文化科学課程を「共生社会教育課程」・「環境情報教育課程」・「生涯スポーツ芸術課程」の3課程に改組。
- 2004年（平成16年）4月1日 - 「国立大学法人福岡教育大学」が発足。
- 2008年（平成20年）4月1日 - 障害児教育を特別支援教育に改称。（「特別支援教育教員養成課程」・大学院教育学研究科（特別支援教育専攻））
- 2009年（平成21年）4月1日 - 大学院教育学研究科を教育科学専攻に改組。大学院教育学研究科に教職実践専攻（教職大学院）を設置。
- 2016年（平成28年）1月1日 - 大学名の英語表記をFukuoka University of EducationからUniversity of Teacher Education Fukuokaに変更[4]。
- 2016年（平成28年）4月1日 - 生涯学習系の3課程（共生社会教育・環境情報教育・生涯スポーツ芸術）の募集を停止[5]（2015年（平成27年）8月認可済み）。
  - 生涯学習系の3課程は2015年（平成27年）4月入学生が卒業する2019年（平成31年）3月末まで存続。
  - 2016年（平成28年）4月入学生以降は教員養成に特化することとなる。
- 2021年（令和3年）4月1日 - 大学院教育学研究科を改組。教育科学専攻の募集を停止し、教職実践専攻（教職大学院）の入学定員を改訂。

## 教育研究組織

### 学部
- 教育学部
  - 学校教育系 3課程
    - 初等教育教員養成課程
      - 幼児教育プログラム
      - 小学校教育専攻プログラム
      - 人文・社会教育プログラム
      - 理数教育プログラム
      - 芸術・実技教育プログラム

    - 中等教育教員養成課程
      - 中等教育プログラム
        - 国語専攻
        - 社会科専攻
        - 数学専攻
        - 理科専攻
        - 英語専攻
        - 音楽専攻
        - 美術専攻
        - 保健体育専攻
        - 家庭専攻
        - 技術専攻 - 高等学校教諭（工業）の免許状が取得できる。
        - 書道専攻

    - 特別支援教育教員養成課程 （旧 障害児教育教員養成課程）
      - 特別支援教育初等プログラム
      - 特別支援教育中等プログラム

  - 生涯学習系 3課程（2015年（平成27年）4月入学生まで適用。2016年（平成28年）募集停止[5]）
    - 共生社会教育課程
      - 福祉社会教育コース
      - 国際共生教育コース

    - 環境情報教育課程
      - 情報教育コース
      - 環境教育コース

    - 生涯スポーツ芸術課程
      - 芸術コース
      - スポーツ科学コース

### 大学院
- 教育学研究科
  - 教育科学専攻（修士課程） - 2021年（令和3年）募集停止
    - 学校教育創造コース
    - 教科教育創造コース

  - 教職実践専攻（教職大学院、修士課程）- 2009年（平成21年）に新設。 全3コース
    - 教育実践力開発コース
      - 初等教科教育高度実践力プログラム
      - 中等教科教育高度実践力プログラム
      - 初等教育高度実践力特別プログラム - 履修期間3年。1年次に学部での学修により小学校教諭免許状を取得する。
      - 教職教育高度実践力プログラム

    - 特別支援教育向上コース
      - 特別支援教育高度実践力プログラム
      - 特別支援学校リーダープログラム
      - 特別支援教育推進コーディネータープログラム

    - スクールリーダーシップ開発コース
      - 教科教育リーダープログラム
      - 学校適応支援リーダーコース
      - 学校運営リーダープログラム

  - 共同学校教育学専攻（博士後期課程）  - 北海道教育大学・大阪教育大学と共同で設置される。

### 専攻科
- 特別支援教育特別専攻科（1年課程）

### 別科
- 言語障害教育教員養成課程（1年課程）- 出願にあたっては教員の普通免許状が必要。

## 英語習得院
学校現場での英語コミュニケーション能力をそなえた小学校教員の養成をめざして創設された。授業は課外活動であり、卒業単位には含まれない。授業は無料だが、テストには料金が発生する。
国会議員の河野太郎が英語習得院の情報を集めている。

## 教員免許状以外の資格
- 社会福祉士国家試験受験資格（共生社会教育課程福祉社会教育コース）が取得できる。

## 附属施設
- 学術情報センター　図書館
- ものづくり創造教育センター（1966年（昭和41年）に設置された技術センターを2013年（平成25年）改組。）
- 健康科学センター（1970年（昭和45年）に設置された保健センターを改組。）
- 教育総合研究所
- 附属教育実践総合センター（1972年（昭和47年）に附属教育工学センターとして設置。1992年（平成4年）に附属教育実践研究指導センターへ改称後、1999年（平成11年）に現在名に改称。）

- 附属体育研究センター設置（1976年（昭和51年）に設置。）
- 情報処理センター（1983年（昭和58年）に設置。）
- 特別支援教育センター（1987年（昭和62年）に附属障害児治療教育センターとして設置。2008年（平成20年）に現在名へ改称。）
- 障害学生支援センター
- グローバルラーニングセンター（Global Learning Center）
- 教学共創マネジメントセンター（2023年（令和5年）に設置。）

## 附属学校
幼稚園
- 福岡教育大学附属幼稚園 （宗像市、北緯33度48分39.6秒 東経130度35分39秒）

小学校・中学校
かつて大学分校のあった福岡市、久留米市、北九州市の3カ所に附属小学校・附属中学校がある。
- 福岡市
  - 福岡教育大学附属福岡小学校（中央区西公園12-1、北緯33度35分45.3秒 東経130度22分22.9秒）
  - 福岡教育大学附属福岡中学校（同上）

- 久留米市
  - 福岡教育大学附属久留米小学校（南1-3-1、北緯33度17分41.8秒 東経130度31分3.9秒）
  - 福岡教育大学附属久留米中学校（同上）

- 北九州市
  - 福岡教育大学附属小倉小学校（小倉北区下富野3-13-1、北緯33度52分45.8秒 東経130度53分59.8秒）
  - 福岡教育大学附属小倉中学校（同上）

特別支援学校
附属の特別支援学校（旧 養護学校）はないが、上記の福岡教育大学附属福岡小学校・福岡中学校に特別支援学級が設けられている。

## 部活動・サークル活動
- 硬式野球部は福岡六大学野球連盟に加盟している。
- 剣道部・合唱部・吹奏楽部などは全国クラスの強豪である。

## 大学関係者と組織

### 大学関係者一覧
歴代学長
|          | 氏名       | 在任期間                            |
| 初代     | 塚本玄門   | 昭和24年05月31日 - 昭和28年12月20日 |
| 2代      | 藤井種太郎 | 昭和28年12月21日 - 昭和32年12月20日 |
| 3代      | 石橋忠次   | 昭和32年12月21日 - 昭和36年12月20日 |
| 事務取扱 | 花田主計   | 昭和36年12月21日 - 昭和37年02月19日 |
| 4代      | 玖村敏雄   | 昭和37年02月20日 - 昭和43年02月19日 |
| 5代      | 藤吉利男   | 昭和43年02月20日 - 昭和47年02月19日 |
| 6代      | 山本傳     | 昭和47年02月20日 - 昭和51年02月19日 |
| 7代      | 大賀一夫   | 昭和51年02月20日 - 昭和55年02月19日 |
| 8代      | 澤田龍吉   | 昭和55年02月20日 - 昭和59年02月19日 |
| 9代      | 安永武一郎 | 昭和59年02月20日 - 平成02年02月19日 |
| 10代     | 田代高英   | 平成02年02月20日 - 平成08年02月19日 |
| 11代     | 菰口治     | 平成08年02月20日 - 平成14年02月19日 |
| 12代     | 松尾祐作   | 平成14年02月20日 - 平成18年02月19日 |
| 13代     | 大後忠志   | 平成18年02月20日 - 平成22年02月19日 |
| 14代     | 寺尾愼一   | 平成22年02月20日 - 平成28年03月31日 |
| 15代     | 櫻井孝俊   | 平成28年04月01日 - 令和02年03月31日 |
| 16代     | 飯田慎司   | 令和02年04月01日 -                  |

## 対外関係

### 他大学との協定

#### 九州・沖縄オープンユニバーシティ（KOOU）
福岡教育大学を含む九州・沖縄地区の11国立大学法人（九州大学、九州工業大学、福岡教育大学、佐賀大学、長崎大学、熊本大学、大分大学、宮崎大学、鹿児島大学、鹿屋体育大学、琉球大学）が2023年3月21日に覚書を締結した大学間連携。

#### 国際交流協定校[7]
- アメリカ合衆国
  - 北アリゾナ大学（英語版）（アリゾナ州）
- *ウィスコンシン大学ラクロス校（英語版）（ウィスコンシン州）

- スウェーデン
  - リンネ大学（ベクショー市）

- 中国
  - 遼寧師範大学（大連市）

- 韓国
  - 釜山教育大学校（釜山広域市）
  - 韓国教員大学校（忠清北道清州市）
  - 大邱教育大学校（大邱広域市）

- 台湾
  - 国立彰化師範大学（彰化市）

## アクセス
- 最寄りの駅
  - JR九州鹿児島本線
    - 「教育大前駅」
- 最寄りのバス停
  - 西鉄バス
    - 「教育大前」
- 最寄りの道路
  - 国道3号
  - 福岡県道69号宗像玄海線
- 最寄りの交差点
  - 「赤間西」、「交番前」、「城山」

## 周辺
- 福岡県警察 宗像警察署 教育大前交番（2011年（平成23年）4月1日に「赤間交番」から改称。）
- 宗像市立城山中学校
- 西鉄バス赤間営業所
- ミスターマックス宗像店
- マクドナルド 宗像ミスターマックス店